# VN-3
VN-3 – chiński opancerzony samochód rozpoznawczy zaprezentowany w 2007 roku.
Uzbrojenie pojazdu w zależności od wersji stanowi karabin maszynowy kalibru 12,7 mm lub 14,7 mm, armata automatyczna kalibru 30 mm, bądź wyrzutnia przeciwpancernych pocisków kierowanych HJ-8. Opancerzenie VN-3 ma zapewniać ochronę przed eksplozjami min przeciwpancernych oraz ogniem niewielkiego kalibru. Niektóre wersje pojazdu posiadają zdolności amfibijne.